# Asus ZenFone Max Pro (M1)
Asus ZenFone Max Pro — смартфон тайваньской компании Asus. Модель уходит с Российского рынка в апреле, после чего перестанут приходить обновления на операционную систему и приложения, а также на сервисы Google.

## Технические характеристики
- Материалы корпуса: алюминий, стекло
- Операционная система: Android 8.1.Oreo / 9.0 Pie
- Экран: диагональ 6,0", IPS LCD, 2160х1080 точек, 18:9, ppi 404
- Процессор: Qualcomm Snapdragon 636
- Графика: Adreno 509
- Оперативная память: 3/4 ГБ
- Память для хранения данных: 32/64 ГБ
- Основная камера: два модуля 13 + 5 Мп, HDR, панорама, запись видео 4K, FullHD, LED вспышка
- Фронтальная камера: 8 Мп, запись видео 1080p
- SIM: 2 Nano-SIM (один радиомодуль)
- Сети: 2G, 3G, 4G
- Интерфейсы: Wi-Fi (отсутствует диапазон 5 ГГц[1]), Bluetooth 5.0, Android Pay (NFC), microSD до 2 ТБ
- Навигация: GPS, ГЛОНАСС, Galileo, BeiDou
- Дополнительно: разблокировка по лицу, сканер отпечатка пальца, датчик приближения,  датчик освещения, датчик приближения, компас, акселерометр, гироскоп
- Батарея: 5000 мАч (быстрая зарядка менее чем за 3 часа[2])
- Габариты: 159 x 76 x 8.45 мм
- Вес: 180 г
- Цвета: черный, серебристый, синий

## Программное обеспечение
Смартфон выпускался с Android 8.1 Oreo. 15 апреля 2019 года компания Asus выпустила обновление до Android 9.0 Pie.
Asus Zenfone Max Pro M1 стал первым устройством серии Zenfone на чистом Android без фирменной оболочки ZenUI. В устройство установлены три фирменные программы Asus: диктофон, FM-радио и калькулятор. Телефон поддерживает бесконтактную оплату Google Pay.
За безопасность доступа отвечает сканер отпечатков пальцев и функция разблокировки по лицу.

## Продажи
Asus Zenfone Max Pro M1 был представлен 23 апреля 2018 года. 28 июня 2018 года стартовали продажи в России. Стоимость за версию 3/32 ГБ составляла 13 990 рублей, версия 4/64 ГБ стоила 15 990 рублей.
К июню 2019 года стоимость Asus Zenfone Max Pro M1 снизилась до 10 880 рублей.

## Награды
Портал IXBT оценил дизайн Asus Zenfone Max Pro M1, выдав редакционную награду "Original Design".
Портал Ferra дал модели награду "Удачная покупка" за соотношение цены и свойств.